# Schizomyia assamensis
Schizomyia assamensis är en tvåvingeart som beskrevs av Ephraim Porter Felt 1920. Schizomyia assamensis ingår i släktet Schizomyia och familjen gallmyggor. Inga underarter finns listade i Catalogue of Life.